# Spodnje Sečovo
Spodnje Sečovo je naselje v Občini Rogaška Slatina.